# Reliabilitet
Reliabilitet beskriver tillförlitligheten hos en mätning eller ett beteendevetenskaplig mätinstrument (ett prov) och används inom exempelvis mätteknik och psykometri.  För att ett testresultat ska ha hög reliabilitet bör resultatet vara detsamma vid upprepade mätningar ("test–retest-reliabilitet" eller repeterbarhet), och oberoende av vem som utför testet ("interbedömarreliabilitet"). Av reliabilitet följer inte att man har validitet, som innebär att testet mäter det som det är avsett att mäta. Däremot kan ett test eller en mätning inte ha högre validitet än reliabilitet.
Reliabilitet avseende tester kan mätas på flera olika sätt. Vid test-retest-reliabilitet utför man upprepade mätningar på samma sätt, och mäter sedan samvariationen – korrelationen – mellan de olika mättillfällena. Det kan gälla antingen en persons svar på ett formulär, vilket är en typ av test-retest-reliabilitet, eller olika bedömares tolkning av någonting (till exempel när olika lärare rättar samma prov). 
En annan form av reliabilitet, intern konsistens, avser hur väl olika delar av måttet mäter samma sak. Till exempel kan man önska att de olika frågorna ("items") i ett intelligenstest mäter intelligens på samma sätt, så att det finns en korrelation mellan frågorna. En metod för att mäta detta är split-half-metoden, som innebär att man delar upp frågorna i två hälfter – till exempel varannan fråga eller första och andra hälften av testet – och sedan beräknar korrelationen mellan de båda hälfterna. Ett annat mått på den interna konsistensen är Cronbach's α (alfa), som är ett sammanfattande korrelationsmått mellan samtliga items. I teorin är Cronbach's α ett mått på alla split-half utförda på en gång.

## Klassisk testteori
Inom klassisk testteori definieras reliabiliteten matematiskt som andelen av den totala poängens varians som utgörs av den sanna poängens varians eller, annorlunda uttryckt, ett minus andelen av den totalpoängsvariansen som utgörs av felvariansen:
{\displaystyle \rho _{xx'}={\frac {\sigma _{T}^{2}}{\sigma _{X}^{2}}}=1-{\frac {\sigma _{E}^{2}}{\sigma _{X}^{2}}}}
där 
- {\displaystyle {\rho }_{xx'}} är reliabiliteten för det uppmätta värdet X,
- {\displaystyle {\sigma }_{X}^{2}} är variansen i den totala (uppmätta) poängen,
- {\displaystyle {\sigma }_{T}^{2}} är variansen i den sanna poängen och
- {\displaystyle {\sigma }_{E}^{2}} är felvariansen.

Den sanna poängen kan ju dock aldrig observeras direkt eller beräknas, så därför används olika metoder för uppskattning av reliabiliteten, som test-retest-reliabilitet, parallella test och intern konsistens. Varje sådan metod bygger på något skilda källor till felvarians.